# Psapharochrus amplitoris
Psapharochrus amplitoris är en skalbaggsart som först beskrevs av Chemsak och Hovore 2002.  Psapharochrus amplitoris ingår i släktet Psapharochrus och familjen långhorningar. Inga underarter finns listade i Catalogue of Life.